# The Smell of Us
The Smell of Us je francouzský hraný film z roku 2014, který režíroval Larry Clark podle vlastního scénáře. Snímek měl světovou premiéru na filmovém festivalu v Benátkách dne 31. srpna 2014.

## Děj
Math, Marie, JP a další jsou pařížští středoškoláci. Volný čas tráví u Palais de Tokyo, kde jezdí na skateboardech a popíjejí alkohol.

## Obsazení
| Lukas Ionesco          | Math                    |
| Diane Rouxel           | Marie                   |
| Théo Cholbi            | Pacman                  |
| Hugo Behar-Thinières   | JP                      |
| Ryan Ben Yaiche        | Guillaume               |
| Adrien Binh Doan       | Minh                    |
| Larry Clark            | Rockstar                |
| Maxime Terin           | Toff                    |
| Valentin Charles       | přítel Toffa            |
| Eva Menis-Mercier      | Céline                  |
| Serena Perret          | Thelma                  |
| Louis Robiolle         | skejťák                 |
| Samy Znimi             | skejťák                 |
| Anthony Andrzejewski   | skejťák                 |
| Ephraim Mathias        | skejťák                 |
| Marlon Baroudjian      | Marlon                  |
| Dominique Frot         | matka Mata              |
| Alexandre Soulié       | starý tlustý muž        |
| Niseema                | Catherine               |
| Valérie Maës           | nevlastní matka JP      |
| Jean-Christophe Quenon | otec JP                 |
| Philippe Rigot         | starý muž               |
| Marc Zaffuto Fechoz    | nespokojený zákazník    |
| Frank Molinaro         | Jacques                 |
| Anteny Youk            | dívka u Palais de Tokyo |
| Clémence Cathelineau   | dívka u Palais de Tokyo |
| Caroline Duvivier      | dívka se zrzavými vlasy |
| Alexandre Giraudon     | muž s polaroidem        |
| Aguibou Ba             | mladík                  |
| Yann Ebongé            | mladík                  |
| Angie Sherbourne       | přítelkyně Rimky        |
| Christophe Beudet      | číšník                  |
| Laurence Bibot         | matka Marie             |
| Jean de Loisy          | muž u Palais de Tokyo   |
| Rad Hourani            | sám sebe                |
| Haïtham Panunzi        | Rimka                   |
| Michael Pitt           | pouliční hudebník       |

### Ocenění
- Festivalu Chéries-Chéris: velká cena za celovečerní film a kolektivní cena za herectví
- Cahiers du Cinéma: 4. místo v Top 10 za rok 2015